# چال تپه بزرگ
چال تپه بزرگ مربوط به دوران‌های تاریخی پس از اسلام است و در شهرستان خدابنده، بخش سجاسرود، روستای چوزک واقع شده و این اثر در تاریخ ۷ مهر ۱۳۸۱ با شمارهٔ ثبت ۶۲۵۷ به‌عنوان یکی از آثار ملی ایران به ثبت رسیده است.